# Belizeana tuberculata
Belizeana tuberculata är en svampart som beskrevs av Kohlm. & Volkm.-Kohlm. 1987. Belizeana tuberculata ingår i släktet Belizeana, klassen Dothideomycetes, divisionen sporsäcksvampar och riket svampar.   Inga underarter finns listade i Catalogue of Life.